# ريكاردو ساول مونريال
ريكاردو ساول مونريال (بالإسبانية: Ricardo Saúl Monreal)‏ (10 فبراير 2001 في المكسيك - ) هو لاعب كرة قدم مكسيكي في مركز الهجوم.

## وصلات خارجية
- ريكاردو ساول مونريال على موقع قاعدة بيانات كرة القدم.إي يو (الإنجليزية)
- ريكاردو ساول مونريال على موقع Soccerway.com (الإنجليزية)